# Toshiaki Inoue
Toshiaki Inoue (jap. 井上 敏明, Inoue Toshiaki; * 3. Januar 1951) ist ein ehemaliger japanischer Dreispringer.
1969 gewann er Bronze bei den Pacific Conference Games, 1972 wurde er Zwölfter bei den Olympischen Spielen in München, und 1974 siegte er bei den Asienspielen in Teheran.
Bei den Olympischen Spielen 1976 in Montreal schied er in der Qualifikation aus. 1977 wurde er Siebter beim Leichtathletik-Weltcup in Düsseldorf.
Viermal wurde er Japanischer Meister (1972–1974, 1976) und einmal Englischer Meister (1974). Seine persönliche Bestleistung von 16,67 m stellte er am 27. Oktober 1972 in Kagoshima auf.